# قرار مجلس الأمن التابع للأمم المتحدة رقم 354
قرار مجلس الأمن التابع للأمم المتحدة رقم 354، الذي اعتمد بالإجماع في 23 يوليو 1974، كان قرارًا موجزًا، وأعاد تأكيد أحكام القرار 353 وطالب جميع أطراف القتال في قبرص الامتثال فورًا للقرار 353 ووقف إطلاق النار. وطالب القرار أيضًا جميع الدول إلى الامتناع عن القيام بأي عمل قد يزيد من تفاقم الوضع.